# Gavin Weightman
Gavin Weightman (4 marzo 1945 – Londra, 18 dicembre 2022) è stato un giornalista e documentarista britannico si è specializzato nella storia sociale di Londra e della Gran Bretagna.
Per la London Weekend Television ha prodotto e diretto The Making of Modern London (1815-1914), The River Thames, Bright Lights Big City, Brave New Wilderness, e City Safari, tra le altre.I suoi libri includono The Making of Modern London, di cui è coautore con Steve Humphries (recentemente riedito da The Ebury Press); The Frozen Water Trade;Signor Marconi's Magic Box e The Industrial Revolutionaries. La sua attività giornalistica include molti articoli per il magazine New Society nel 1970. Ha vissuto nella parte nord di Londra, scrivendo testi di storia sociale.